# Phyllogomphoides insignatus
Phyllogomphoides insignatus – gatunek ważki z rodziny gadziogłówkowatych (Gomphidae). Występuje na terenie Ameryki Środkowej.